# كأس أيرلندا الشمالية 1996–97
كأس أيرلندا الشمالية 1996–97 (بالإنجليزية: 1996–97 Irish Cup)‏ هو موسم من كأس أيرلندا. كان عدد الأندية المشاركة فيه 32، وفاز فيه غلينافون.

## النهائي
| غلينافون | 1 – 0  | نادي كليفتونفيل |
| -------- | ------ | --------------- |
|          | Report |                 |